# John Winthrop (astronome)
Pour les articles homonymes, voir John Winthrop.
 (novembre 2023).
Si vous disposez d'ouvrages ou d'articles de référence ou si vous connaissez des sites web de qualité traitant du thème abordé ici, merci de compléter l'article en donnant les références utiles à sa vérifiabilité et en les liant à la section « Notes et références ».
John Winthrop (19 décembre 1714 – 3 mai 1779), arrière-arrière-arrière-petit-fils de John Winthrop fondateur de la Colonie de la baie du Massachusetts, est le second professeur titulaire de la Chaire Hollis de mathématiques et de philosophie naturelle (en) de l'université Harvard. 

## Carrière
John Winthrop est né à Boston, Massachusetts. Il obtient ses diplômes à l’université Harvard en 1732. Il y enseigne les mathématiques, la physique et l’astronomie, dans la discipline qu’on nommait alors la philosophie naturelle à partir de 1738. Il y assure également l'intérim de la présidence en 1769 et 1773, mais refuse d'être désigné en permanence à ce poste du fait de son âge avancé.
Le professeur Winthrop tente d’expliquer le tremblement de terre de Lisbonne en 1755 de façon scientifique plutôt que comme une calamité envoyée par Dieu. Il est souvent cité comme le père de la sismologie à cause de ses calculs sur cet événement. Comme astronome, il observe le transit de Mercure en 1740 et 1761 ainsi que celui de Vénus le 6 juin 1761 pour lequel il se rend à Saint-Jean de Terre-Neuve. Ce voyage se fait sur un bateau affrété par la province du Massachusetts et est probablement la première expédition scientifique de ce qui deviendra les États-Unis d’Amérique.
Il publie différents textes :
- Lecture on Earthquakes (1755)
- Answer to Mr. Prince's Letter on Earthquakes (1756)
- Account of Some Fiery Meteors (1755)
- Two Lectures on the Parallax (1769)

Il est l’un des plus grands scientifiques d'Amérique du Nord au XVIIIe siècle et influença grandement l’essor scientifique en Nouvelle-Angleterre, en particulier Benjamin Franklin et Benjamin Thompson (Comte Rumford). Il est un correspondant de la Royal Society de Londres et l’un des premiers intellectuels américains pris au sérieux en Europe.

## Vie publique
Winthrop s’implique également dans les affaires publiques comme juge dans le comté de Middlesex durant plusieurs années, puis membre du conseil du gouverneur en 1773-1774 et en appuyant plus tard la cause révolutionnaire.
Durant la Guerre d’indépendance américaine, Harvard fut temporairement délocalisée à Concord dans le Massachusetts en 1775-1776. Il logea alors neuf mois dans un domaine appelé plus tard The Wayside. Ce dernier devient célèbre pour avoir servi de demeure à Louisa May Alcott et Nathaniel Hawthorne quelques décennies après.